# Французское вторжение в Далмацию
Французское вторжение в Далмацию (фр. Campagne de Dalmatie) — конфликт в Далмации в 1806—1807 годах в эпоху наполеоновских войн. 
Наполеоновское Королевство Италия после поражения Австрийской империи в Войне третьей коалиции по заключённому в декабре 1805 года Пресбургскому миру получило Далмацию, бывшее венецианское владение, которую, в свою очередь, Австрия получила в 1797 году по Кампо-Формийскому миру. Войска наполеоновской Франции в начале 1806 года осуществили вторжение в Далмацию, но столкнулись с сопротивлением флота и высаженного с него десантов Российской империи, которая продолжала войну с Францией, а также южных славян-ополченцев побережья Которского залива (бокезцев) и войск Черногории.

## Ход событий
По Пресбургскому договору, подписанному между Францией и Австрией в конце войны Третьей коалиции, Далмация была передана Королевству Италия, которое должно было установить там гражданскую администрацию. Передача провинций, уступленных Австрией Италии, должна произойти с 30 января по 28 февраля, поэтому туда вошёл французский корпус генерала Лористона, который в феврале 1806 года силами отряда Молитора (четыре пехотных полка) без сопротивления занял провинцию. Так как к этому времени австрийцы, не соблюдая прошлых договоренностей, передали русским побережье Которского залива (Бокка-ди-Каттаро), то Лористон потребовал от австрийцев передать ему также это побережье, отделенное от основной части Далмации Рагузской республикой (Дубровником). В Каттаро была послана французская шебека «Hasard» с известием о передаче области Бокка-ди-Каттаро французам. 
Однако местные жители-славяне (бокезцы) не желали подчиниться французам. Они заставили французскую шебеку удалиться, после чего обратились за помощью к соседям-черногорцам, а также к русскому адмиралу Дмитрию Сенявину, который возглавлял Вторую Архипелагскую экспедицию и командовал российской эскадрой, находившейся в то время у острова Корфу.
15 февраля 1806 года черногорская скупщина послала на помощь бокезцам  двухтысячный отряд во главе с митрополитом Петром Негошем, который одновременно был верховным правителем и церковным главой Черногории. Одновременно Сенявин направил из Корфу корабли под командованием капитана 1 ранга Г.Г. Белли с десантным отрядом. 16 февраля высаженный Белли десант морской пехоты объединился с черногорскими и бокезскими ополченцами, после чего местные австрийские власти согласились сдать крепости Каттарской области русской эскадре. Русские моряки захватили французскую шебеку «Hasard».
15 марта 1806 года в крепость Кастель-Нуово прибыл сам Сенявин и объявил Каттаро под защитой русского оружия. Черногорцы и бокезцы выставили около 10 тысяч добровольцев. Получив надежную базу, Сенявин направил отряд кораблей под командованием Белли для крейсерства вдоль побережья Далмации. 30 марта 1806 года этот отряд подошел к острову Курцола и после обстрела из пушек французский гарнизон на острове капитулировал. 5 апреля 1806 г. русским десантным отрядом был захвачен остров Лисса. Однако следующая операция против более крупного острова Луссино закончилась неудачей. 20 апреля французам удалось заставить высаженный русский десант покинуть остров, часть десанта попала в плен.
Наполеон приказал действовать более решительно, и 16 апреля 1806 года была создана так называемая Далматинская армия Лористона, а перед Молитором была поставлена задача как можно быстрее отобрать провинцию у русских.
В свою очередь Рагузская республика решила просить Сенявина о покровительстве. Узнав об этом, Лористон 15 мая 1806 года занял Новую Рагузу (Дубровник) и, присоединив к свои войскам 3000 рагузинцев, направился к Каттаро. Но черногорцы и бокезцы, а также русская пехота вышли ему навстречу. 21–25 мая они последовательно разбили несколько отрядов французов и освободили от французов Старую Рагузу (Цавтат). Войска Лористона отошли на считавшуюся неприступной позицию в горах перед Новой Рагузой. Но в упорном сражении 5 июня русские и черногорцы выбили французов из укреплений и заставили отойти в Новую Рагузу. При этом черногорцами был убит французский генерал Дельгог. Русские начали блокаду Новой Рагузы, но французский генерал Молитор с трехтысячным отрядом прошел через боснийские владения Османской империи и оказался в тылу русских войск. Из-за этого 24 июня 1806 года осаду Новой Рагузы пришлось снять. Часть русских войск двинулась берегом в Старую Рагузу, а другая часть вернулась на корабли.
К этому времени ещё 8 июля 1806 г. в Париже был подписан предварительный мирный договор между Россией и Францией и военные действия временно прекратились. Русские войска покинули Курцолу и отошли в Каттарскую область. Назначенный командующим французскими войсками в Далмации генерал Мармон занял все оставленные русскими укрепления, а также порт Молонта у входа в Каттарский залив, где французы построили артиллерийскую батарею. Также Мармон позаботился о реорганизации Далматинской армии. Он собрал необходимые припасы и установил дружеские отношения с Хусрев-пашой, османским наместником Боснии.
В свою очередь российский император Александр I предписал Сенявину в уважение дружбы Александра I к австрийскому императору сдать немедленно Бокка-ди-Каттаро австрийским властям, а через них — французам. Среди бокезцев, только что присягнувших Александру I, это совершенно неожиданное повеление вызвало полное уныние: адрес, поданный ими Сенявину, начинался словами, которые указывают на степень их беззаветной преданности России: «Услыша, что Государю Императору угодно область нашу отдать французам, мы именем всего народа объявляем: не желая противиться воле Монарха нашего, согласились, предав всё огню, оставить отечество и следовать повсюду за твоим флотом». При таких обстоятельствах Сенявин взял на себя смелость не исполнить высочайшего повеления и обо всех событиях отправил императору доклад.
Так как российский император Александр I отказался ратифицировать мирный договор с Францией, 31 августа Сенявин возобновил военные действия, и посланный им десантный отряд зашел в тыл французам в Молонте. Французы сдались. В ответ Мармон 19 сентября начал наступление на Каттаро. Пытавшиеся ему противостоять черногорцы отступили, и на помощь им срочно выступили русские войска. 20 сентября происходило упорное сражение, и утром 21 сентября французы были вынуждены отойти к Старой Рагузе, потеряв 1100 человек убитыми и ранеными. Мармон вынужден был перейти к обороне.
29 ноября 1806 года эскадра Сенявина снова предприняла операцию против острова Курцола, высадив туда десант. Французский комендант острова полковник Орфанго после недолгого сопротивления капитулировал. За это Мармон предал Орфанго военному суду, который приговорил его к 4 годам тюрьмы. 
21 декабря 1806 года на помощь Сенявину прибыла эскадра капитан-командора И. Игнатьева. Но в связи с началом русско-турецкой войны Сенявин увёл большую часть своей эскадры из Адриатического моря, оставив для защиты Бокко-ди-Каттаро отряд капитан-командора И.А. Баратынского.
В мае 1807 года в Далмации началось восстание против французов. Славяне уничтожили множество мелких французских отрядов и гарнизонов. Чтобы оказать помощь повстанцам, корабли Баратынского с 22 мая крейсировали вдоль побережья Далмации, обстреливая французские войска. 26 мая у Спалато, 30 мая — у крепости Алмисса, 5—6 июня — у города Макарска Баратынский высаживал десанты, сдерживавшие наступление войск Мармона. Также русские корабли эвакуировали на остров Брацца славянское население, спасающееся от мести французов. Мармон в итоге смог подавить восстание.  
25 июня 1807 года был заключен Тильзитский мир, по которому Россия уступала Франции Каттарскую область и Ионические острова. 29–31 июля 1807 года Баратынский передал все укрепления французскому генералу Лористону, и 14 августа 1807 года русская эскадра покинула Бокко-ди-Каттаро.